# Septifer ramulosus
Septifer ramulosus is een tweekleppigensoort uit de familie van de Mytilidae. De wetenschappelijke naam van de soort is voor het eerst geldig gepubliceerd in 1951 door Viader.